# Postlogistik
Mit Postlogistik wird das logische Konzept bezeichnet, das ein Postdienstleister benutzt, um eine Postsendung schnell, fehlerfrei und kostengünstig vom Absender bis zum Empfänger zu transportieren.
Das logische Konzept im Postmarkt teilt sich in drei Bereiche: 
1. das Einsammeln der Briefe über Briefkästen, Filialen oder Abholdienste
2. die Beförderung der Postsendung in die Region der Zustellung und 
3. die Zustellung bis zum Empfänger, die auch häufig als „die letzte Meile“ bezeichnet wird.
Damit ein Brief, der in Deutschland bei einem Postdienstleister aufgeliefert wurde, in die richtige Zustellregion  befördert wird, entnimmt das Sortierzentrum dem Anschriftenfeld nur die räumlichen Informationen in der Reihenfolge von grob nach fein:
1. Ausland oder Inland
2.1. wenn Ausland, dann kommen besondere logistische Kanäle in Betracht
2.2. wenn Inland, dann wird nach der Region gesucht, die in den ersten beiden Ziffern der Postleitzahl (PLZ) enthalten ist.
Diese Informationen reichen aus damit der Brief den richtigen Weg einschlägt. In der richtigen Region werden die Informationen
3. über die Stadt/Ort bzw. die letzten drei Ziffern der PLZ und
4. danach die Straße und die Hausnummer benötigt, um den Brief dem richtigen Zustellbezirk zu ordnen und nach der Reihenfolge der Zustellung (Gangfolge) zu sortieren. 
Alle weiteren Informationen im Anschriftenfeld, speziell den Namen des Empfängers, benötigt der Briefzusteller vor Ort. 
Aufgrund dieser Logik lesen automatische Sortiermaschinen das Anschriftenfeld von unten nach oben bis zum Straßennamen und übertragen die Informationen mit einer eigenen kodierten Maschinenschrift auf das Kuvert. Im Sortierzentrum Briefzentrum der Zustellregion brauchen die dortigen Sortiermaschinen nur noch die kodierte Maschinenschrift lesen, um den Brief dem richtigen Zustellbezirk zuzuordnen und ihn danach in die richtige Gangfolge des Zustellers zu sortieren.